# Jeremy Bentham
Jeremy Bentham, angleški pravnik in filozof, * 15. februar 1748, London, Anglija,  † 6. junij 1832, London.
Velja za utemeljitelja utilitarizma, etične teorije, ki presoja moralno vrednost človekovega delovanja glede na učinke koristnosti, tj. sreče, ugodja, zadovoljstva, blaginje in dobrega. Človekovo delovanje je po Benthamu pogojeno z dvema dejavnikoma: z bolečino in z ugodjem. Ljudje težimo k ugodju, medtem ko se bolečine izogibamo. Iz vsakdanjega in praktičnega izkustva teh dveh dejavnikov, ki je lastno vsem ljudem, Bentham izpelje načelo koristnosti, po katerem je najpomembnejše moralno vodilo zagotoviti »največ sreče za največ ljudi«, kar v mnogočem predhaja moderno teorijo o državi blaginje. Bentham razume družbo kot vsoto posameznikov, zato je zanj interes družbene skupine vedno vsota interesov članov, ki to skupnost sestavljajo. Temu pogledu je sledil tudi v radikalni kritiki naravnega prava, zato velja tudi za predhodnika teorije pozitivnega prava.
Čeprav Bentham kategorično zagovarja posameznikove svoboščine in se zavzema za minimalno poseganje državne oblasti, ne zanika nujnosti koordinatorskega posega oblasti, da se vzpostavi skupen in najboljši interes večine posameznikov in se omeji, torej kaznuje, tiste, ki delujejo proti interesom skupnosti. Da pa bi ugotovil, kateri so upravičeni interesi skupnosti, nasproti ozkim in sebičnim interesom nekaterih posameznikov, je predvidel izračun za srečo, v katerem je glede na določeno število ljudi upošteval merila ugodja oziroma bolečine glede na različne okoliščine (jakost, trajanje, (ne)gotovost, bližino, idr.). Optimalen izračun sreče, v katerem so vsi posamezniki enakovredno zastopani po moči ugodja, bi moral po Benthamovem mnenju veljati za cilj vsakemu zakonodajalcu, da reformira zakonodajo v korist celotne skupnosti.  

## Življenje
Jeremy Bentham je bil rojen v Londonu v premožni meščanski konzervativni družini. Njegov oče in ded sta bila pravnika, zato je bilo samoumevno, da bo Jeremy nadaljeval družinsko poklicno tradicijo. Življenjepisi ga omenjajo kot čudežnega otroka, ki se je že pri treh letih naučil brati. Ko je bil star 12 let, ga je oče vpisal na Univerzo v Oxfordu, ki jo je zaključil po šestih letih z magisterijem. Pravniškega poklica ni nikoli opravljal, saj se mu je zdel angleški pravni sistem nerazumno zapleten. Namesto tega se je sklenil posvetiti predlogom za izboljšanje zakonodaje. Leta 1789 je napisal svoje najpomembnejše teoretsko delo »Uvod v načela morale in zakonodajstva«, v katerem je strnil in razvil svojo moralno teorijo, ki je močno vplivala na kasnejše predstavnike utilitarizma. 

### Panoptikon
Pomemben prispevek na področju reforme kazenske zakonodaje je delo »Panoptikon« (1787), v katerem je strnil predloge za reformo jetnišnic in kazenskega prava, ki so imele močan vpliv na oblikovanje modernih zaporov in sistemov za izvajanje nadzora.  
Po očetovi smrti leta 1792 je postal finančno neodvisen, kar mu je omogočilo samostojno intelektualno ustvarjanje. Leta 1785 je za krajši čas odpotoval v Rusijo k bratu Samuelu, ki je tam služboval kot strokovnjak za mornariško topništvo in pristaniščne naprave. Brat Samuel ga je seznanil s svojim načrtom panoptikona za nadziranje pristanišča, kar je kasneje Jeremy predvidel še za nadziranje jetnikov. Panoptikon je krožno poslopje, pri katerem jetniški uslužbenci iz središča nadzorujejo jetnike v celicah v krožnem obòdu. Uslužbenci bi bili pred jetniki skriti in jetniki ne bi vedeli, kdaj so opazovani, zato bi prilagajali svoje vedênje domnevi, da so stalno opazovani. Francoski filozof Michel Foucault je v delu »Nadzorovanje in kaznovanje« razširjeno razumel Benthamov panoptikum kot metaforo za vseprežemajoče in permanentno nadzorovanje tudi v ostalih modernih organizacijah kot so šole, bolnišnice in tovarne.  
Benthamu je uspelo za projekt izgradnje jetniškega panoptikuma pridobiti ugodno mnenje vlade, uštel pa se je pri ekonomskih sredstvih, ki bi jih za izgradnjo potreboval. Ko je že imel načrt, zbran gradbeni material in določeno lokacijo gradnje v londonski četrti Millbank, je, še preden se je gradnja začela, imel več tisoč funtov izgube. Vojna proti Napoleonu je kasneje projekt zamrznila in šele leta 1810 je vlada dokončno sklenila, da bo Benthama razrešila osebne odgovornosti in ga poplačala z izdatno odškodnino, projekt pa prepustila nekomu drugemu.

### Westminster Reviewin Univerzitetni kolidž v Londonu
Leta 1823 je Bentham, takrat že znan doma in po svetu, skupaj z Jamesom Millom ustanovil glasilo Westminster Review, ki je sprva združevala napredne reformatorje v krogu t. i. Filozofskih Radikalcev. Glasilo je v naslednjih desetletjih postala vplivna publikacija za širjenje znanstvenega evolucionizma.
Kljub temu da ni neposredno prispeval k ustanovitvi visokošolske ustanove Univerzitetni kolidž v Londonu, ga le-ta šteje za svojega duhovnega očeta. Bentham je namreč verjel, da bi morala izobrazba biti dostopna vsakomur, tega pa tedanji visokošolski sistem ni omogočal, posebej tistim, ki niso bili premožni, ali pa niso pripadali uradni veroizpovedi. Na University College London je bil vpis zato mogoč vsakomur, ne glede na veroizpoved, raso, nacionalnost ali politično prepričanje, kar je ustrezalo Benthamovi viziji izobraževanja. V boju proti predsodkom ni postavljal mej in zato za enega prvih vplivnejših filozofov, ki so zagovarjali pravice živali in se zavzemali za dekriminalizacijo homoseksualnosti.  
Bentham je tej omenjeni ustanovi v oporoki namenil velik del premoženja, kakor ji tudi prepustil svoje truplo v medicinske raziskave.

## Dela
Benthamov opus je izjemno obsežen in še ni objavljen v celoti. Večino njegovih del sestavljajo neobjavljeni spisi in korespondenca s sodobniki. Skrb za urejanje in izdajo kritičnih izdaj iz njegove zapuščine je prevzela University College. 
Sledi zaznamek nekaterih njegovih vplivnejših del:
- »Odlomek o vladanju« (Fragment on Government, 1776);
- »Uvod v načela morale in zakonodajstva« (Introduction to the Principles of Morals and Legislation, napisano 1780, objavljeno 1789);
- »Esej o pederastiji« (An Essay on Pederasty, 1785);
- »Zagovor obresti« (Defence of Usury, 1787);
- »Panoptikon« (Panopticon, 1787);
- »Razprava o civilni in kazenski zakonodaji« (Traité de Législation Civile et Penale, 1802, prevedeno in objavljeno najprej v francoščini);
- »Kaznovanje in nagrajevanje« (Punishments and Rewards, 1811)